# Червоная Горка (Одесская область)
Червоная Горка (укр. Червона Гірка) — село, относится к Беляевскому району Одесской области Украины.
Население по переписи 2001 года составляло 459 человек. Почтовый индекс — 67610. Телефонный код — 4852. Занимает площадь 0,91 км². Код КОАТУУ — 5121083203.

## Местный совет
67610, Одесская обл., Беляевский р-н, с. Каменка, ул. Тираспольская, 32